# Yoncalla (taal)
Yoncalla, Yonkalla of Zuidelijk Kalapuya is een uitgestorven Kalapuyataal die gesproken werd door de Yoncallagroep van de Kalapuya in de vallei van de Umpquarivier in de Amerikaanse staat Oregon. De taal is nauw verwant aan Centraal Kalapuya en Noordelijk Kalapuya, die in de Willamette Valley werden gesproken, ten noorden van het gebied van de Yoncalla.